# 王昌汉
王昌汉（1931年7月—），男，湖南湘潭人，中华人民共和国政治人物，曾任张家口市人民政府市长，第六、七届全国人大代表。,